# Waverly (hrabstwo Tioga)
Waverly – wieś w Stanach Zjednoczonych, w stanie Nowy Jork, w hrabstwie Tioga.